# بدر الدوسري
بدر سعود جبر عبد الله الدوسري سياسي بحريني. عضو في مجلس النواب من 12 ديسمبر 2018 عن الدائرة التاسعة في المحافظة الجنوبية.

## المجلس البلدي
في عام 2014 قرر الترشح لعضوية المجلس البلدي عن الدائرة التاسعة في محافظة الجنوبية. في الجولة الأولى حصل على 2679 صوت بنسبة 71.12%.

## مجلس النواب
في عام 2018 قرر الترشح لعضوية مجلس النواب عن الدائرة التاسعة في محافظة الجنوبية. في الجولة الأولى التي أقيمت في 24 نوفمبر 2018 حصل على 1480 صوت بنسبة 35.20% مما استوجب إقامة جولة ثانية في 1 ديسمبر حيث استطاع التغلب على منافسه نوار المطوع بحصوله على 2288 صوت بنسبة 57.13%.